# Prunoy
Prunoy är en kommun i departementet Yonne i regionen Bourgogne-Franche-Comté i norra Frankrike. Kommunen ligger i kantonen Charny som tillhör arrondissementet Auxerre. År 2018 hade Prunoy 285 invånare.

## Befolkningsutveckling
Antalet invånare i kommunen Prunoy
| Referens: INSEE |